# Jacobo Arbenz Guzmán
Juan Jacobo Árbenz Guzmán (AFI: [xaˈkoβo ˈaɾβenz ɣuzˈman]; Quetzaltenango, 14 settembre 1913 – Città del Messico, 17 gennaio 1971) è stato un politico e militare guatemalteco.
Fu il presidente socialriformista, democraticamente eletto, del Guatemala dal 1951 al 1954, quando fu sostituito, con un colpo di Stato organizzato dalla CIA e dalla United Fruit Company, da una dittatura.

## Biografia

### Primi anni
Jacobo Árbenz Guzmán nacque a Quetzaltenango il 14 settembre del 1913, figlio di Juan Jacobo Árbenz Gröbli (nato Hans Jakob Arbenz Gröbli), un farmacista svizzero-tedesco, emigrato in Guatemala pochi anni prima della sua nascita, e di Octavia Guzmán Caballeros, una benestante donna guatemalteca. A causa del suicidio del padre, avvenuto quando era in tenera età, non poté compiere studi regolari né svolgere la professione paterna.
Árbenz eccelleva all'accademia militare ed era considerato "uno studente eccezionale". Ricoprì la posizione di "primo sergente" della Cadet Knight Company, che era considerata un grande onore che, tra il 1924 e il 1944, avevano raggiunto solo sei cadetti. Le sue capacità gli valsero un insolito livello di rispetto tra i funzionari della scuola, incluso il maggiore John Considine, l'allora direttore degli Stati Uniti della Escuela Politécnica. Árbenz si è laureato nel 1935.
Nel 1935 entrò nell'esercito guatemalteco, di cui divenne colonnello, e dal 1937 fu professore di scienze e storia.
Nel 1937, dopo essersi laureato, fu chiamato a servire alla scuola politecnica come istruttore. Per quanto riguarda i suoi commerci come ufficiale dell'esercito guatemalteco, ha lavorato principalmente nel Forte di San José Buena Vista, a Città del Guatemala e a San Juan Sacatepéquez. Lì apprese le dure condizioni di vita della popolazione indigena e il modo in cui operavano i lavori forzati, essendo gli indigeni sottoposti. Non solo dovette occuparsi di gruppi di indigeni costretti a lavorare in alcune fattorie, ma anche della cura dei prigionieri politici che si dedicavano anche a questo tipo di lavoro.
Nel 1939 conobbe la sua futura moglie, Maria Cristina Vilanova: la donna, pur essendo figlia di un ricco proprietario terriero, aveva ideali politici marxisti e fece leggere al marito i testi di Karl Marx.
Nel 1944 Guzmán appoggiò la ribellione che depose il dittatore Jorge Ubico e fu Ministro della Difesa nel governo del riformista e progressista Juan José Arévalo.

## Carriera politica

### Dopo la rivoluzione del 1944
Dopo la rivoluzione del 1944, con il rovesciamento di Juan Federico Ponce Valdes successore di Jorge Ubico, Jorge Toriello Garrido, il maggiore Francisco Javier Arana e il capitano Jacobo Árbenz Guzmán formarono una giunta di governo.
La giunta legiferò mediante decreti che cercavano una modernizzazione dello Stato. Una delle misure più importanti adottate in campo giuridico e politico fu la convocazione di un'assemblea costituente per preparare una nuova Costituzione, per la quale si tennero elezioni libere. La nuova Costituzione del 1945 includeva diverse novità:
- la separazione dei poteri all'interno dello Stato;
- l'autonomia della Università di San Carlos del Guatemala (la più grande del paese);
- la fine del lavoro forzato e della prigione per debiti;
- il riconoscimento delle donne come cittadini;
- la concessione del diritto di voto alle donne (anche se la donna analfabeta non poteva votare);
- il riconoscimento delle garanzie costituzionali.

Questi cambiamenti andarono direttamente contro le politiche che i precedenti governi liberali avevano avuto. Il triumvirato chiese elezioni per eleggere il nuovo presidente della Repubblica che si tennero nel dicembre 1944, con Juan José Arévalo come vincitore.

### Ministro della Difesa di Arévalo
Tra le riforme avviate dopo la caduta del governo di Ponce Vaides, e tentate di consolidare con la Costituzione del 1945, la ristrutturazione dell'esercito ebbe un grande significato: la sospensione del generale, decretata dai primi momenti del trionfo del movimento rivoluzionario, simboleggiò questa trasformazione che fu avviata con l'intento di modernizzare, professionalizzare e istituzionalizzare l'esercito. Per la prima volta nella storia del paese, una Costituzione concesse un intero capitolo e tredici articoli sul tema dell'esercito, stabilendo un modello che sarebbe stato ripreso nelle costituzioni successive.
Le posizioni apicali dell'esercito erano il Capo dello Stato Maggiore dell'Esercito nominato dal Congresso della Repubblica su proposta del Consiglio Superiore della Difesa Nazionale e il Ministro della difesa nazionale. Árbenz fu il primo a ricoprire questo ufficio precedentemente denominato Ministero della Guerra.
Nell'autunno del 1947, l'opposizione di Árbenz come Ministro della Difesa alla deportazione di diversi lavoratori accusati di comunismo incuriosì l'ex membro del Fronte di liberazione popolare e membro della sinistra del Partito d'Azione Rivoluzionario (PAR) José Manuel Fortuny, che decise di fargli un'intervista in cui scoprì "un uomo diverso dallo stereotipo del militare centroamericano". A seguito di quel primo incontro ve ne furono altri fino a quando Árbenz stesso non incominciò a invitare Fortuny a casa sua, dove discussioni e conversazioni di ore divennero comuni per i due. Da Árbenz, Fortuny fu ispirato da un feroce nazionalismo e da un ardente desiderio di migliorare il destino del popolo guatemalteco mentre Árbenz cercò risposte nella teoria marxista. Fu per Árbenz una relazione paragonabile a quella che aveva con María Vilanova e Fortuny divenne con il tempo parte della cerchia privata di consiglieri e amici di Árbenz

#### Lo scontro con Francisco Javier Arana
Le prerogative e i benefici economici che i comandanti militari ricevettero dai governi rivoluzionari, così come l'adulazione e l'interesse di alcuni leader politici per avvicinarli alle loro posizioni, aumentarono in alcuni di essi le ambizioni di avvicinarsi al potere politico o economico producendo divisioni e conflitti all'interno dell'esercito.
Dopo che Arana assunse la sua nuova e potente posizione, un funzionario dell'ambasciata americana dichiarò in un messaggio che Arana era il tipo di personalità che poteva assumere il potere dittatoriale. Nel 1947 Arévalo, accompagnato da un amico e due ballerini russi in visita in Guatemala ebbe un incidente d'auto sulla strada per Panajachel cadendo in un burrone rimanendo gravemente ferito. I leader del Partito d'Azione Rivoluzionario (PAR), il partito che sosteneva il governo, temevano che Arana avrebbe colto l'occasione per lanciare un colpo di Stato; si avvicinarono quindi al militare e firmarono un patto con il tenente colonnello nel quale egli si impegnava a non a tentare alcun colpo di Stato contro il presidente in difficoltà in cambio del sostegno del PAR alla candidatura di Arana come candidato ufficiale alle successive elezioni previste per il mese di novembre del 1950. Il patto venne denominato «Pacto del Barranco» e tenuto segreto e lo stesso Arévalo fu costretto a sostenere l'accordo una volta ripresosi. Tuttavia, il recupero del robusto presidente fu quasi miracoloso e presto fu in grado di riprendere il lavoro al governo. Arana aveva accettato il patto cercando di essere riconosciuto come un "eroe democratico" della rivolta contro Ponce Vaides e credeva che il «Pacto del Barranco» avrebbe garantito la sua posizione alle future elezioni presidenziali in quanto già di per sé Arana era una persona molto influente nel governo di Arévalo e in più era riuscito a essere nominato come prossimo candidato alla presidenza, davanti al capitano Árbenz a cui fu risposto che a causa della sua giovane età, a malapena 36 anni a quel tempo, non avrebbe avuto difficoltà ad aspettare il suo turno per le successive elezioni.
Le parti sociali che sostenevano il governo di Arévalo erano guidate da giovani della classe media ma le riforme allarmarono l'élite dei proprietari terrieri del Guatemala, che cercò un candidato politico che avrebbe sostenuto la loro causa. Così, un buon numero di ricchi guatemaltechi cominciarono a coltivare il sostegno di Arana contro le riforme del lavoro di Arévalo. Arana iniziò a lamentarsi pubblicamente delle riforme del lavoro, senza intraprendere alcuna azione contro Arévalo. Nell'elezione del Congresso del 1948, sostenne un certo numero di candidati anti-Arévalo; tuttavia, nessuno di loro fu eletto.
Dopo il fallimento elettorale, Arana continuò a provare, attraverso minacce e persuasione, a convincere i rappresentanti eletti a sostenerlo. Nel 1949 il Partito della Rinnovazione Nazionale e il PAR erano entrambi apertamente ostili ad Arana. Una piccola fazione del Fronte Popolare di Liberazione (FPL) lo sostenne, ma fu profondamente sconfitto alla convention del FPL nel 1949. Come risultato, la fazione si separò per sostenere Arana. I partiti di sinistra decisero invece di sostenere Árbenz, poiché credevano che solo un ufficiale militare potesse sconfiggere Arana. Nel 1947 Arana chiese che alcuni dirigenti sindacali fossero espulsi dal paese; Árbenz era in disaccordo con Arana e il suo intervento limitò il numero di deportati.
Per candidarsi alle elezioni, la costituzione richiedeva che Arana rinunciasse alla sua posizione militare entro il maggio 1950 e che il suo successore fosse scelto dal Congresso da una lista presentata dal Consiglio Superiore della Difesa (Consejo Superior de la Defensa, CSD). Le elezioni per la CSD erano previste per il luglio 1949. I mesi precedenti a queste elezioni videro intensi scontri, poiché i sostenitori di Arana cercarono di ottenere il controllo del processo elettorale. Nello specifico, volevano che le elezioni fossero supervisionate da comandanti regionali fedeli ad Arana, piuttosto che osservatori inviati a livello centrale. Arana poco prima delle elezioni programmate convocò una riunione d'emergenza del CSD in cui non fu raggiunto alcun accordo ma pochi giorni dopo i sostenitori di Arana improvvisamente cedettero alle richieste dei sostenitori di Árbenz.
Il 16 luglio 1949, Arana consegnò un ultimatum ad Arévalo, chiedendo l'espulsione di tutti i sostenitori di Árbenz dal governo e dalle cariche militari minacciando un colpo di Stato se le sue richieste non fossero state soddisfatte. Arévalo informò Árbenz e altri leader progressisti dell'ultimatum, e tutti concordarono sul fatto che Arana avrebbe dovuto essere esiliato. Un incontro segreto della commissione permanente del congresso si riunì e votò per licenziare Arana. Il presidente cubano Carlos Prío Socarrás accettò di dare asilo ad Arana.
La mattina di lunedì 18 luglio 1949, Arana si presentò al palazzo presidenziale rivolgendosi ad Arévalo in tono insolente e sarcastico. Ma invece di intimidire Arévalo, tutto quello che ottenne fu rivelare il proprio piano mettendo in moto il piano per farlo esiliare; Arévalo abilmente suggerì al colonnello Felipe Antonio Girón, capo della guardia presidenziale, di confermare ad Arana il suo trionfo e che Arévalo e Árbenz non l'avrebbero mai affrontato.
Arévalo chiese ad Árbenz di prendere in carico la situazione. Árbenz organizzò alcuni uomini armati dalla capitale che in due auto, e sotto gli ordini del capo della polizia, il tenente colonnello Enrique Blanco e il deputato PAR Alfonso Martínez ufficiale in pensione e amico di Árbenz, si diressero al ponte di La Gloria piazzando una Dodge grigia a ostacolare il passo. Sulla via del ritorno, il convoglio di Arana fu intercettato dalla piccola forza guidata da Árbenz. Seguì una breve sparatoria in cui rimasero uccisi tre uomini: Arana, il suo assistente maggiore Absalón Peralta e il tenente colonnello Blanco.
Appena informate dell'accaduto le forze dei sostenitori di Arana nell'esercito si sollevarono in rivolta prendendo le armi e iniziando a combattere nella capitale. Lo scontro in città durò ventiquattr'ore mentre il resto del paese aspettava il risultato. Sebbene sembrasse che i ribelli potessero trionfare, non raggiunsero mai il loro obiettivo poiché mancava un leader per guidarli contro le poche forze fedeli al presidente guidate da Árbenz, il quale mostrava molto sangue freddo e abilità militari. Il colonnello Carlos Castillo Armas, uno dei principali collaboratori di Arana, era a Mazatenango per osservare le elezioni per il CSD e non osò tornare mentre il comandante della Guardia d'Onore, il colonnello Juan Francisco Oliva, fu arrestato nel Ministero della Difesa, dove Árbenz lo aveva chiamato meno di un'ora dopo la morte di Arana.
All'alba il 19 luglio, il governo prese l'iniziativa: il colonnello Cosenza arrestò Altolaguirre Ubico dell'Aeronautica Militare e molti civili razziarono depositi di armi del forte di Matamoros e da una piccola sede che Árbenz aveva preso durante la notte. I fedelissimi del governo assediarono la Guardia d'Onore, anch'essa attaccata dall'aeronautica, con bombe obsolete che spesso non esplosero; infine, le caserme si arresero e il combattimento fu interrotto con un bilancio circa 150 morti e 200 feriti.
Il 21 luglio, Arévalo in un discorso annunciò la morte di Arana. Egli suggerì che Arana aveva cospirato contro il presidente con persone ostili ad Arévalo, ma alla fine si era rifiutato di rovesciare il governo, e fu assassinato per il suo rifiuto. Non nominò gli assassini, ma suggerì che fossero membri dell'opposizione conservatrice. Dichiarò cinque giorni di lutto nazionale in onore di Arana. Prima di fare questo discorso, Arévalo aveva condiviso il testo con i suoi ministri. Árbenz e altri erano in disaccordo su di esso suggerendo che fosse detta tutta la verità ma essi non furono ascoltati.
Lo storico Piero Gleijeses è convinto che la visita di Arana ad Arevalo era "quella di un uomo impulsivo la cui pazienza si è esaurita ed è andato al palazzo per mostrare il suo potere e accelerare la realizzazione di un suo ultimatum" e che se avesse tentato il colpo di Stato senza dare un ultimatum probabilmente esso sarebbe riuscito. Tuttavia, la sua eccessiva fiducia nella sua presa sull'esercito, così come il suo persistente desiderio di prendere il potere in modo legittimo, portò il suo sforzo a essere sabotato prima che iniziasse veramente. Gleijeses afferma anche che Árbenz aveva probabilmente l'ordine di catturare, piuttosto che uccidere, Arana.
La morte del tenente colonnello Francisco Javier Arana, allora capo dell'esercito, è un evento di fondamentale importanza nella storia del Guatemala, perché era un evento cardine nella storia della rivoluzione del Guatemala. La sua morte aprì non solo le porte per l'elezione del colonnello Árbenz in qualità di Presidente della Repubblica, ma causò anche un'acuta crisi nel governo di Arévalo che si vide contrapposto parte dell'esercito fedele ad Arana e gruppi civici colsero l'occasione per protestare con forza contro il suo governo.

### Elezioni del 1950
Il ruolo di Árbenz come ministro della difesa lo aveva già reso un forte candidato per la presidenza, e il suo fermo sostegno al governo durante la rivolta del 1949 accrebbe ulteriormente il suo prestigio.
Nel 1950 il Partido de Integridad Nacional (PIN), economicamente moderato, annunciò che Árbenz sarebbe stato il suo candidato alla presidenza nelle prossime elezioni. L'annuncio fu rapidamente seguito da testimonianze della maggior parte dei partiti di sinistra, incluso il PAR, oltre che dai sindacati. Árbenz scelse attentamente il PIN come partito per nominarlo. Sulla base del parere dei suoi amici e colleghi, credeva che avrebbe reso la sua candidatura più moderata. Árbenz si dimise dalla carica di ministro della Difesa il 20 febbraio e dichiarò la sua candidatura alla presidenza. Arévalo gli scrisse una lettera personale entusiastica in risposta, ma lo sostenne pubblicamente solo in maniera riluttante, preferendo, si pensa, il suo amico Víctor Manuel Giordani, che era allora ministro della Sanità. Fu solo il sostegno di Árbenz e l'impossibilità dell'elezione di Giordani che portò Arévalo a decidere di sostenere Árbenz.
La morte di Arana lasciò Árbenz senza alcuna seria opposizione alle elezioni (portando alcuni, tra cui l'intelligence statunitense, a speculare sul fatto che Árbenz lo avesse personalmente eliminato per questo motivo). Árbenz aveva solo un paio di sfidanti significativi nelle elezioni su dieci candidati. Uno di questi era Jorge García Granados, supportato da alcuni membri della classe medio-alta che sentivano che la rivoluzione era andata troppo oltre. Un altro era Miguel Ydígoras Fuentes, che era stato un generale sotto Jorge Ubico e aveva il sostegno degli avversari della rivoluzione. Durante la sua campagna, Árbenz promise di continuare ed espandere le riforme iniziate sotto Arévalo. Árbenz si aspettava di vincere le elezioni comodamente perché aveva il sostegno di entrambi i principali partiti politici del paese, così come quello dei sindacati, che aveva pesantemente fatto una campagna a suo favore. Anche la moglie di Árbenz, María fece una campagna con lui; nonostante la sua ricca educazione, aveva fatto uno sforzo per parlare degli interessi dei contadini maya ed era diventata una figura nazionale a tutti gli effetti. Le due figlie di Árbenz hanno anche occasionalmente fatto apparizioni pubbliche con lui.
Le elezioni si svolsero il 15 novembre 1950 e videro la vittoria di Árbenz con oltre il 60% dei voti, in elezioni largamente libere ed eque, con l'eccezione della privazione del voto di elettori analfabeti. Árbenz ottenne tre volte più voti del secondo classificato, Ydígoras Fuentes. Fuentes sosteneva che vi fossero stati alcuni brogli elettorali da parte di Árbenz, ma gli studiosi hanno sottolineato che mentre la frode poteva aver dato ad Árbenz alcuni dei suoi voti, non era il motivo per cui vinse le elezioni. Il suo programma elettorale, basato sull'indipendenza economica del Guatemala dagli Stati Uniti, ricevette il sostegno soprattutto delle classi meno abbienti. Per la campagna elettorale del 1950, Árbenz chiese a Fortuny di scrivere alcuni discorsi; il tema centrale di questi era la riforma agraria. La promessa di riforma agraria di Árbenz giocò un ruolo importante nel garantirne la vittoria. L'elezione di Árbenz allarmò i funzionari del Dipartimento di Stato USA. Árbenz fu inaugurato come presidente il 15 marzo 1951.

### Presidente del Guatemala
Nel 1950 il 76% degli abitanti possedeva meno del 10% della terra; mentre il 22% ne controllava il 70%. La United Fruit Company (UFCO) possedeva più del 50% delle terre arabili del paese, di cui coltivava solo il 2,6%. I contadini avevano stipendi miserabili. Inoltre, dal governo di Manuel Estrada Cabrera, vi erano filiali di monopoli UFCO americani dedicate al trasporto merci su rotaia oltre a controllare la produzione di elettricità, i telefoni e i telegrafi nel paese. Queste società non pagavano le tasse per l'utilizzo delle risorse nazionali, grazie a generose concessioni accordate da Estrada Cabrera e ratificate dai governi di José María Orellana e Jorge Ubico.
Il suo gabinetto di governo era composto da:
- Nicolás Brol come Ministro dell'Agricoltura, ricco proprietario terriero di Quetzaltenango e amico personale del presidente, la cui nomina fu celebrata dall'élite guatemalteca che lo vide erroneamente come suo rappresentante ma Brol era fedele alle politiche riformiste del governo poiché credeva che avrebbero favorito lo sviluppo del capitalismo nel paese;[11]
- Roberto Fanjul come Ministro dell'Economia, un prospero mercante di Quetzaltecan la cui nomina fu vista come un segno di speranza di riavvicinamento al governo dagli ufficiali dell'ambasciata degli Stati Uniti in quanto Fanjul era noto anticomunista, ma Fanjul, come Brol, rimase fedele al presidente;[11]
- Julio Domingo Bianchi Smout come Ministro della Salute, riconosciuto medico guatemalteco che aveva fatto parte della direzione del partito responsabile dello spodestamento del presidente Manuel Estrada Cabrera nel 1920 e fu anche uno dei firmatari della Carta dei 311 che costrinse Jorge Ubico a dimettersi nel 1944;[11]
- Luis Cardoza y Aragón come Ministro degli Affari Esteri.[11]

Le tensioni politiche e la polarizzazione ideologica si esacerbarono durante il suo mandato. Inoltre, il sistema giudiziario aveva problemi di adeguamento per la velocità del cambiamento avviato dalle riforme di Arévalo, che divenne più evidente e grave sulla scia dei conflitti generati dalla riforma agraria di Árbenz.
Nel 1952 il Partito Comunista Guatemalteco venne legalizzato; come conseguenza i comunisti guadagnarono una considerevole influenza all'interno di importanti organizzazioni contadine, sindacati e nel partito politico al governo (Guzmán aveva deciso di allargare con loro la sua maggioranza parlamentare). Per proteggere i suoi interessi nella nazione, l'UFC e le banche che la sostenevano, collaborarono con la CIA per persuadere l'amministrazione statunitense che Árbenz era un comunista o al meglio un socialista che stava aprendo la strada a una presa del potere da parte dei comunisti. L'amministrazione ordinò alla CIA di sponsorizzare un colpo di Stato, rovesciando il governo e costringendo alla fuga Árbenz Guzmán.

#### Elezione dei sindaci di Città del Guatemala
I sindaci di Città del Guatemala erano stati storicamente nominati dal Presidente della Repubblica, ma questo cambiò con la Costituzione del 1945, che stabilì elezioni democratiche per il sindaco.
Durante il governo del colonnello Árbenz, i due sindaci eletti non provenivano dal partito dell'ufficiale, ma dall'opposizione: Martín Prado Vélez, nominato dall'Associazione degli ingegneri civili e Juan Luis Lizarralde, sostenuto dall'Anticommunist Unification Party (PUA), dal Committee of Anticommunist University Students (CEUA), e dal Patriotic Union and the Nationalist Youth.
L'ingegnere Martín Prado Vélez, che assunse la carica nel 1949 fino al 1951, fu uno dei più importanti sindaci della città, poiché sotto il suo mandato furono costruite o avviate importanti Infrastrutture: il Puente El Incienso, la costruzione della strada Roosevelt, l'asse stradale principale da est a ovest della città, il municipio stesso e numerosi lavori stradali che hanno significato l'espansione della città e la generazione di un anello di periferie. D'altra parte, Juan Luis Lizarralde, che divenne sindaco nel 1952 mantenne alta la tensione con il governo di Árbenz, nonostante il governo, attraverso opere pubbliche cioè scuole, ospedali, asili nido, mense e infrastrutture stradali fosse intervenuto nella produzione di nuovi spazi in città e, in alcuni casi, nella valorizzazione della terra che fu incorporata nella città attraverso i nuovi assi stradali.

#### Politiche sull'istruzione
Nel 1944 c'erano tredici centri ufficiali di istruzione secondaria e normale frequentati da 1861 studenti. Nel 1954, il numero di scuole era salito a ventidue e il numero di studenti a 7098, con un incremento del 281%. Questo aumento portò a una notevole espansione della formazione degli insegnanti e il numero di candidati all'università salì a una cifra senza precedenti.
Durante il periodo presidenziale di Jacobo Árbenz, questa tendenza educativa venne proseguita in continuità con il governo di Arévalo. Durante il suo governo furono notevolmente potenziate l'educazione rurale, l'alfabetizzazione e l'istruzione secondaria. Il piano iniziale della scuola rurale fu esteso con la regionalizzazione delle scuole rurali, di cui sei furono fondate in diverse zone del paese. I postulati pedagogici della rivoluzione erano in vigore da dieci anni e all'istruzione veniva conferito un carattere democratico dagli asili all'università. Il giornalismo scolastico e l'autogoverno emersero e le associazioni studentesche divennero generalizzate in tutte le scuole secondarie. La bozza preliminare della legge organica del 1952 installava un sistema educativo moderno in accordo con la realtà pedagogica del paese, ma questo statuto non aveva una validità totale.
L'istruzione mantenne il carattere di secolare, libero e obbligatorio fino a raggiungere un livello minimo di scolarizzazione. Gli istituti per bambini proliferarono e orfani o senzatetto furono accettati ed educati con sistemi moderni. Agli insegnanti fu permesso di organizzarsi da soli e fu fondato il sindacato dei lavoratori dell'istruzione in Guatemala come controparte al Collegio dei Docenti, del tutto contrario alla sindacalizzazione dei docenti, e con il professor Victor Manuel Gutierrez Garvin, membro del Partito Guatemalteco del Lavoro, come leader. La capacità gestionale dei dirigenti permise a questo sindacato di diventare la più potente organizzazione sindacale del periodo e le sue proposte furono essenzialmente politiche.
Nel 1953 si diplomarono 440 insegnanti di educazione primaria urbana e 27 di educazione rurale, cifre che se confrontate con i 170 insegnanti laureati nel 1944 rappresentano un aumento del 147%. Sia i governi di Arévalo sia quelli di Árbenz hanno cercato una soluzione graduale alla mancanza di insegnanti nel paese e hanno iniziato a puntare sulla formazione degli insegnanti rurali. Dal 1953 furono create scuole pre-professionali, di natura sperimentale, il cui livello era precedente alle carriere preparatorie universitarie e tecnico-professionali.
Con l'avvento al potere della controrivoluzione del giugno 1954, quasi tutti i sindacati furono messi fuori legge, in base al Decreto n° 21 del 16 luglio 1954, con diversi imprigionamenti ed espulsioni dal paese e oltre tremila insegnanti licenziati dai loro incarichi.

#### Costruzione di nuove infrastrutture

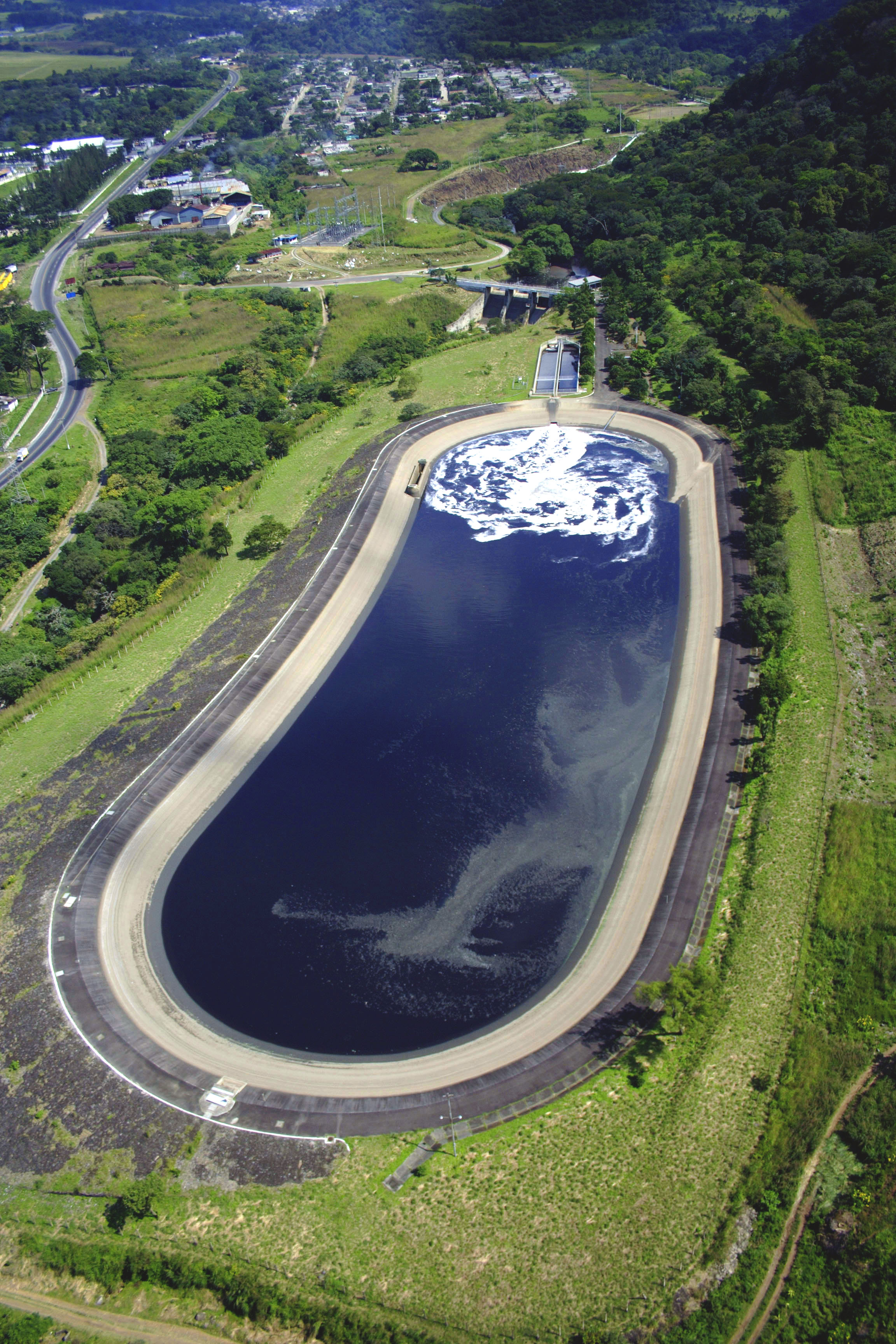
Centrale elettrica di Jurún Marinalá, progettata durante il governo di Árbenz

Al fine di stabilire una rete d'infrastrutture indispensabili per rendere praticabile lo sviluppo di un capitalismo a carattere "indipendente" e nazionale, che avrebbe consentito di sbarazzarsi dell'estrema dipendenza dagli Stati Uniti e rompere i monopoli nordamericani che operavano nel paese (specialmente in campo agricolo), Árbenz iniziò la pianificazione e l'avvio della costruzione della "Strada Atlantica", che aveva lo scopo di competere sul mercato con il monopolio del trasporto terrestre esercitato dalla United Fruit Company attraverso le sue filiali (in particolare la International Railways of Central America, IRCA), la quale esercitava il proprio monopolio tramite una concessione dal 1904 di Manuel Estrada Cabrera. La costruzione dell'autostrada fu avviata dal Dipartimento delle strade del Ministero delle Comunicazioni e dei Lavori Pubblici in collaborazione con il battaglione dei genieri dell'esercito pianificandone la costruzione parallelamente alle linee ferroviarie per quanto possibile.
La stessa funzione competitiva avrebbe dovuto avere la costruzione e la successiva gestione di un porto nazionale a Santo Tomás de Castilla in contrapposizione a Puerto Barrios anch'esso gestito da un monopolio americano.
Venne progettata la prima centrale idroelettrica nazionale Jurún Marinalá al fine di competere con il monopolio energetico della Empresa Eléctrica sussidiaria dalla Electric Bond and Share Company (EBASCO), che senza considerare le risorse idrauliche del paese generava energia con impianti alimentati a petrolio importato dall'estero. Per lo sviluppo agricolo o agroindustriale del paese e in generale per tutte le attività produttive era essenziale, nel contesto di un progetto di sviluppo capitalista, un aumento della produzione di energia aumentando la capacità di produzione a basso prezzo.

#### Riforma agraria
Il più grande progetto di Árbenz fu il suo disegno di legge sulla riforma agraria. Árbenz redasse il disegno di legge (chiamato anche Decreto 900) con l'aiuto di consiglieri che includevano alcuni leader del partito comunista ed economisti non comunisti, oltre ad aver chiesto consiglio a numerosi economisti di tutta l'America Latina. Il disegno di legge fu approvato dall'Assemblea nazionale il 17 giugno 1952 e il programma entrò in vigore immediatamente. Le terre incolte passarono dai grandi proprietari terrieri ai loro lavoratori in condizioni di povertà, che sarebbero quindi stati in grado di avviare una propria impresa agricola. Árbenz era motivato anche dal suo bisogno di generare capitale per finanziare i suoi progetti di infrastrutture pubbliche all'interno del paese. Per volere degli Stati Uniti, la Banca Mondiale aveva rifiutato di concedere un prestito al Guatemala nel 1951, il che aveva reso la carenza di capitale più acuta.
La legge espropriava tutte le terre incolte dalle proprietà terriere che erano più grandi di 272 ettari (673 acri). Se le proprietà avevano una dimensione compresa tra 672 acri e 224 acri (91 ha), le terre incolte venivano espropriate solo se ne utilizzavano meno di due terzi. I proprietari erano compensati con titoli di Stato, il cui valore era pari a quello del terreno espropriato. Il valore della terra era il valore che i proprietari avevano dichiarato nelle loro dichiarazioni dei redditi nel 1952. Venne calcolato un compenso di 600 000 dollari, basandosi sul valore sottostimato dei terreni che la United Fruit Company (UFC), una compagnia situata negli Stati Uniti che controllava gran parte del terreno agricolo del paese, aveva dichiarato allo scopo di non pagare le tasse e che la compagnia ovviamente non ritenne sufficiente. La redistribuzione fu organizzata da comitati locali che includevano rappresentanti dei proprietari terrieri, dei lavoratori e del governo. Delle quasi 350 000 proprietà terriere private, solo 1 710 furono colpite dall'espropriazione. La legge fu implementata con grande velocità, il che provocò occasionali sequestri arbitrari di terra. Vi furono anche alcune violenze, dirette ai proprietari terrieri e ai contadini che possedevano proprietà terriere minori. Lo stesso Árbenz, proprietario terriero tramite sua moglie, rinunciò a 700 acri della propria terra.
Nel giugno del 1954, 1,4 milioni di acri di terra erano stati espropriati e redistribuiti. A questo punto circa 500 000 individui, un sesto della popolazione, avevano ricevuto terre. Il decreto includeva anche la fornitura di credito finanziario alle persone che avevano ricevuto il terreno. La National Agrarian Bank (Banco Nacional Agrario, o BNA) fu creata il 7 luglio 1953 e al giugno successivo aveva erogato oltre 9 milioni di dollari in piccoli prestiti. 53 829 richiedenti ricevettero in media 225 dollari, il doppio del reddito pro capite guatemalteco. La BNA sviluppò una reputazione per avere una burocrazia governativa altamente efficiente. I prestiti avevano un alto tasso di rimborso e dei 3371185 $ erogati tra marzo e novembre 1953, 3049092 $ erano stati rimborsati entro giugno 1954. La legge includeva anche disposizioni per la nazionalizzazione delle strade che attraversavano la terra ridistribuita, aumentando notevolmente la connettività delle comunità rurali.
Contrariamente alle previsioni fatte dai detrattori del governo, la legge comportò un aumento della produttività agricola guatemalteca e un aumento delle aree coltivate. Anche gli acquisti di macchine agricole aumentarono. Nel complesso, la legge portò a un significativo miglioramento del tenore di vita di molte migliaia di famiglie di contadini, la maggior parte delle quali erano indigeni. Lo storico Greg Grandin dichiarò che la legge era imperfetta sotto molti aspetti; tra l'altro, era troppo cauta e deferente per i piantatori e creava divisioni comuni tra i contadini. Ciò nondimeno, rappresentò un fondamentale spostamento di potere a favore di quelli che erano stati emarginati prima di allora.

### Colpo di Stato
Al programma sotto copertura della CIA per rovesciare Árbenz venne dato il nome in codice di Operazione PBSUCCESS (Operation PBSuccess). Castillo Armas venne scelto per guidare un "esercito di liberazione" costruito ad-hoc. Le sue forze vennero armate e addestrate in Nicaragua. Allen Dulles era direttore della CIA all'epoca. L'esercito di liberazione invase il Guatemala passando dall'Honduras il 18 giugno 1954. L'esercito era composto da circa 600 combattenti. Guzmán si dimise il 27 giugno e si recò in esilio.

### Gli ultimi anni in esilio
Egli trovò inizialmente rifugio a Cuba (Fidel Castro, che allora non era al potere, a cui sarebbe arrivato all'inizio del 1959, ma era reduce dalla disfatta 
della caserma Moncada, e Guzmán si stimavano a vicenda), dove rimase fino al 1965, anno in cui la sua figlia prediletta Arabella, indossatrice e fotomodella, si suicidò a Bogotà, sparandosi davanti al proprio fidanzato, il famoso torero colombiano Jaime Bravo. La scomparsa della donna devastò la salute mentale di Guzmán: egli infatti si convinse che solo in Messico avrebbe riacquistato la serenità e lì si trasferì nello stesso anno.
Jacobo Árbenz Guzmán morì nel gennaio del 1971, in circostanze misteriose: fu trovato esanime nel suo bagno e il suo decesso fu dovuto o a un annegamento o alle ustioni causate dall'acqua troppo calda. La dinamica, particolarissima, della morte ha destato numerosi sospetti e varie sono state le ipotesi che descrivono la sua scomparsa come un omicidio.